# Hammarslund
Hammarslund est une localité suédoise située dans la commune de Kristianstad en Scanie.
Sa population était de 779 habitants en 2018.